# ГЕС-ГАЕС Gilceag
ГЕС-ГАЕС Gilceag — гідроелектростанція у центральній частині Румунії, в повіті Алба (історичний регіон Трансильванія). Входить до каскаду на річці Себеш (ліва притока Мурешу, який в свою чергу є лівою притокою Тиси), в якому становить верхній ступінь.
У процесі спорудження ГЕС, введеної в експлуатацію у 1980 році, річку перекрили кам'яно-накидною греблею висотою 91 метр та довжиною 310 метрів, на спорудження якої пішло 1,7 млн м3 матеріалу. Вона утворила водосховище Оаса (Oasa) площею поверхні 4,5 км2 та об'ємом 136 млн м3 (корисний об'єм 120 млн м3), для якого вважається нормальним коливання рівня між позначками 1205 та 1259 метрів над рівнем моря.
Природний водозбір сховища забезпечує надходження в середньому 4,1 м3/с. Для збору додаткового ресурсу споруджено:
- водозбірний тунель довжиною 5 км (плюс 0,8 км наземного каналу) для постачання 0,25 м3/с з потоків Gropata (Ciban), Ruginosu, Casii, Hurdubel та Muntelul;
- водозабір для надходження у основний дериваційний тунель 0,7 м3/с із потоку Prigoana;
- тунель довжиною 9,8 км для подачі у основний дериваційний тунель 2,45 м3/с із Cugirul Mic та Cugirul Mare (витоки річки Куджирул — іншого лівого притоку Мурешу, долина якого тягнеться в мерідиональному напрямку на захід від долини Себешу).
Від греблі до машинного залу веде тунель довжиною 8,5 км та діаметром 3,8 метра, який після системи із двох балансуючих камер (верхньої та нижньої, з'єднаних вертикальною шахтою) переходить у напірний водовід довжиною 340 метрів та діаметром від 2,8 до 1,3 метра. Така схема забезпечує максимальний напір у 465 метрів. Машинний зал обладнано двома турбінами типу Френсіс, які мають загальну потужність у 150 МВт. Відпрацьована вода відводиться у ту ж річку Себеш на початку наступного водосховища Тау (живить ГЕС Sugag), для чого споруджено тунель довжиною приблизно 0,5 км.
Для збільшення можливостей ГЕС із балансування енергосистеми, в 2003 році їй додатково надали функцію гідроакумулюючої, обладнавши двома насосами потужністю по 8,6 МВт. Вони перекачують воду до сховища Оаса по трубі діаметром 0,6 метра.